# والتر فلمور
والتر فيلمور (بالإنجليزية: Walter Fillmore) هو ضابط أمريكي، ولد في 7 يناير 1933 في بالتيمور في الولايات المتحدة، وتوفي في 25 يونيو 2017 في فرجينيا بيتش في الولايات المتحدة.